# Bengt Lindström (skådespelare)
Bengt Bernhard Lindström, född 22 januari 1924 i Adolf Fredriks församling i Stockholm, död 13 oktober 1977 i Haga, Göteborg, var en svensk skådespelare.

## Biografi
Lindström var son till revisor Tor Henri Lindström och Vivi Handen. I Stockholm arbetade han hos Sture Lagerwall på Alléteatern och hos Karl Gerhard på Vasateatern. Från 1965 var han verksam som inspicient vid Folkteatern i Göteborg. Han är mest känd för sin rolltolkning som bygdeoriginalet Jonas i TV-serien Hem till byn 1971–1976.
Lindström var gift med Kjerstin Pettersson (1928–1988). De är begravda på Stampens kyrkogård i Göteborg.

## Filmografi
- 1956 – Vergiß wenn Du kannst
- 1958 – Tid att älska, dags att dö
- 1959 – Brott i paradiset
- 1960 – Kärlekens decimaler
- 1965 – Kattorna (inspicient)
- 1971–1976 – Hem till byn (TV-serie)
- 1976–1977 – A.P. Rosell, bankdirektör (TV-serie)
- 1977 – Soldat med brutet gevär (TV-serie)

## Teater

### Roller
| År   | Roll   | Produktion                                                                              | Regi               | Teater                  |
| ---- | ------ | --------------------------------------------------------------------------------------- | ------------------ | ----------------------- |
| 1954 | Araben | Kärlekens vals Georges Neveux                                                           | Per Gerhard        | Vasateatern             |
| 1961 |        | Strömkarlen Björn-Erik Höijer                                                           | Lars-Erik Liedholm | Wasa Teater             |
| 1962 |        | Den tappre soldaten Svejk (Osudy dobrého vojáka Švejka za světové války) Jaroslav Hašek | Åke Falck          | Skansens friluftsteater |
| 1964 |        | Cyrano de Bergerac Edmond Rostand                                                       | Per Oscarsson      | Skansens friluftsteater |